# Złota Bulla Karola IV

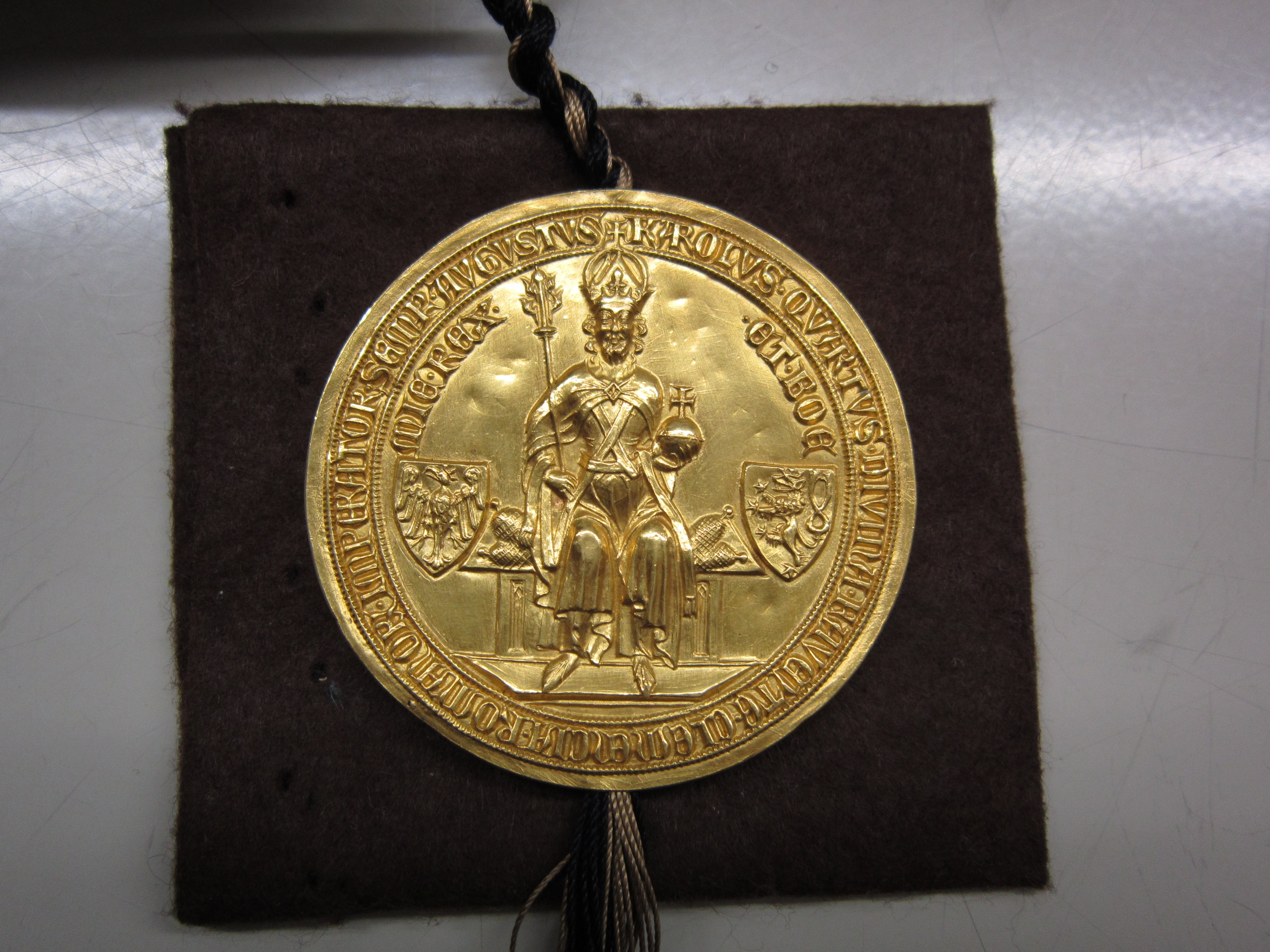
Pieczęć przy trewirskiej kopii Złotej Bulli

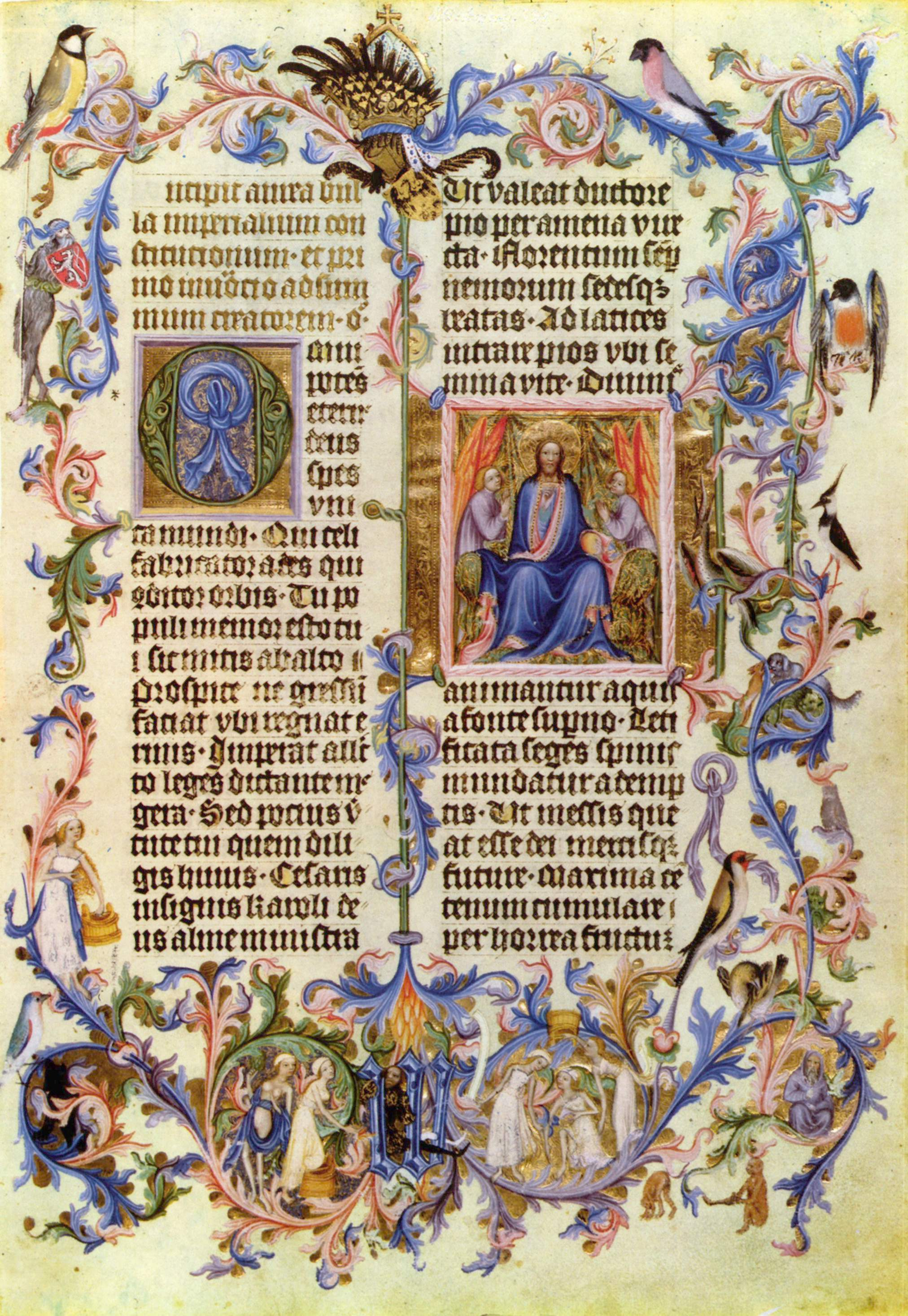
Pierwsza karta Złotej Bulli (kopia z 1400 roku)

Złota Bulla Karola IV a. Złota Bulla Norymberska (łac. Bulla Aurea, niem. Goldene Bulle, wł. Bolla d’oro) – jeden z głównych aktów prawnych określających ustrój Świętego Cesarstwa Rzymskiego; wydany w randze złotej bulli cesarskiej 10 stycznia 1356 przez Karola IV Luksemburskiego. Bulla została przyjęta na Sejmie Rzeszy w Norymberdze i zatwierdzona w Metz 25 grudnia tegoż roku. Uznawana za akt protokonstytucyjny, który ustalił podstawowe prerogatywy Sejmu Rzeszy oraz ordynację elekcji cesarzy poprzez wprowadzenie siedmiu stałych, dziedzicznych i nieusuwalnych elektorów. Określała też sukcesję w krajach Rzeszy rządzonych przez świeckich elektorów, ustalając primogeniturę męską. Przestała obowiązywać w 1806 w wyniku powołania Związku Reńskiego w miejsce Cesarstwa.
W 2013 została wpisana na listę UNESCO Pamięć Świata.

## Elektorzy
Bulla wprowadzała mandat elektora Rzeszy. Był on przydzielony siedmiu władcom państw wchodzących w skład Cesarstwa: królowi Czech i po jednym władcy dla każdego z „księstw narodowych” Rzeszy. Odtąd elektorzy sprawowali stałe urzędy dworu monarchy. Akt nadawał dziedziczność urzędów i prawo nieusuwalności tytułów ziemskich ich właścicielom. Ponadto ujednolicono primogenituralną zasadę sukcesji w świeckich państwach elektorskich, przy zasadzie rozdzielności rządów, ograniczając możliwość zawarcia przez elektora unii personalnej przez kraje znajdujące się w różnych „księstwach narodowych”, ale przy zachowaniu niepodzielności ziem elektorskich. Elektorzy uzyskali również prawo majestatu, tj. ceremoniał równy królom. Dla zapewnienia niezależności uzyskali również privilegium de non appellando – najwyższe sądownictwo z zakazem apelowania do króla (cesarza), oskarżenia poddanych przeciw elektorom mógł rozstrzygać tylko Sejm Rzeszy, nie sam król. Elektorzy mieli tworzyć osobną kurię Sejmu Rzeszy, która uzyskała prawo do formułowania projektów ustaw do rozpatrzenia przez Sejm Rzeszy – na równi z królem (cesarzem).
| Klasa              | Elektor                     | Urząd dworski          | Księstwo kamienne          |
| ------------------ | --------------------------- | ---------------------- | -------------------------- |
| elektorzy duchowni | Arcybiskup Trewiru          | Arcykanclerz Burgundii | pierwszy elektor kościelny |
| elektorzy duchowni | Arcybiskup Moguncji         | Arcykanclerz Niemiec   | drugi elektor kościelny    |
| elektorzy duchowni | Arcybiskup Kolonii          | Arcykanclerz Włoch     | trzeci elektor kościelny   |
| elektorzy świeccy  | Król Czech                  | cześnik Rzeszy         | elektor Bawarczyków        |
| elektorzy świeccy  | Hrabia palatyn reński       | skarbnik Rzeszy        | elektor Franków            |
| elektorzy świeccy  | Książę Saksonii-Wittenbergi | marszałek Rzeszy       | elektor Sasów              |
| elektorzy świeccy  | Margrabia Brandenburgii     | komornik Rzeszy        | elektor Szwabów            |

## Pozostałe postanowienia
Bulla wprowadzała następujące postanowienia:
- zobowiązywała kanclerza Rzeszy do zwołania Sejmu Rzeszy do Frankfurtu nad Menem w ciągu miesiąca od śmierci króla (cesarza);
- ustanawiała kolegialną regencję w czasie bezkrólewia dla palatyna reńskiego i księcia saskiego jako wikariuszy Cesarstwa;
- król elekt uzyskiwał prawo do tytułowania się królem Rzymian, jednak zgodę na koronację na cesarza przez papieża musiał wyrazić Sejm Rzeszy;
- ustanawiała formalne stolice w Akwizgranie dla Rzeszy Niemieckiej i w Rzymie dla Świętego Cesarstwa, czyniąc te miasta miejscami koronacji odpowiednio: królów i cesarzy Rzymian.